# Umma distincta
Umma distincta là loài chuồn chuồn trong họ Calopterygidae. Loài này được Longfield mô tả khoa học đầu tiên năm 1933.